# Bungulla (geslacht)
Bungulla is een spinnengeslacht uit de familie van de valdeurspinnen (Idiopidae).

## Soorten
- Bungulla ajana Rix, Raven & Harvey, 2018
- Bungulla aplini Rix, Raven & Harvey, 2018
- Bungulla banksia Rix, Raven & Harvey, 2018
- Bungulla bella Rix, Raven & Harvey, 2018
- Bungulla bertmaini Rix, Main, Raven & Harvey, 2017
- Bungulla bidgemia Rix, Raven & Harvey, 2018
- Bungulla biota Rix, Raven & Harvey, 2018
- Bungulla bringo Rix, Raven & Harvey, 2018
- Bungulla burbidgei Rix, Raven & Harvey, 2018
- Bungulla dipsodes Rix, Raven & Harvey, 2018
- Bungulla disrupta Rix, Raven & Harvey, 2018
- Bungulla ferraria Rix, Raven & Harvey, 2018
- Bungulla fusca Rix, Raven & Harvey, 2018
- Bungulla gibba Rix, Raven & Harvey, 2018
- Bungulla hamelinensis Rix, Raven & Harvey, 2018
- Bungulla harrisonae Rix, Raven & Harvey, 2018
- Bungulla hillyerae Rix, Raven & Harvey, 2018
- Bungulla inermis Rix, Raven & Harvey, 2018
- Bungulla iota Rix, Raven & Harvey, 2018
- Bungulla keigheryi Rix, Raven & Harvey, 2018
- Bungulla keirani Rix, Raven & Harvey, 2018
- Bungulla kendricki Rix, Raven & Harvey, 2018
- Bungulla laevigata Rix, Raven & Harvey, 2018
- Bungulla mckenziei Rix, Raven & Harvey, 2018
- Bungulla oraria Rix, Raven & Harvey, 2018
- Bungulla parva Rix, Raven & Harvey, 2018
- Bungulla quobba Rix, Raven & Harvey, 2018
- Bungulla riparia (Main, 1957)
- Bungulla sampeyae Rix, Raven & Harvey, 2018
- Bungulla weld Rix, Raven & Harvey, 2018
- Bungulla westi Rix, Raven & Harvey, 2018
- Bungulla yeni Rix, Raven & Harvey, 2018